# 316
| [ Edytuj tabelę ] |                                                 |
| Król Armenii      | - 287 Tiridates III 330                         |
| Cesarz Chin       | - 313 Jin Mindi 316                             |
| Władca Korei      | - 300 Mich’ŏn 331                               |
| Papież            | - 314 Sylwester I 335                           |
| Król Persji       | - 309 Szapur II 379                             |
| Cesarz Rzymu      | - 306 Konstantyn Wielki 337 - 308 Licyniusz 324 |

Rok 316 / CCCXVI
stulecia: III wiek ~
IV wiek ~
V wiek

lata: 306 «
311 «
312 «
313 «
314 «
315 «
316
» 317
» 318
» 319
» 320
» 321
» 326

## Wydarzenia
- 8 października – Konstantyn I Wielki pokonał Licyniusza w bitwie pod Cibalae.
- Liu Cong, wódz Xiongnu z Han Zhao, zdobył Chang’an. Kres panowania dynastii Jin w północnych Chinach.

## Zmarli
- Błażej z Sebasty, męczennik chrześcijański
- Mirokles, biskup Mediolanu